# Puy du Fou
Puy du Fou is een geschiedkundig themapark in de plaats Les Epesses in het Franse departement Vendée. In 2022 was het qua bezoekersaantallen het vierde grootste themapark van Frankrijk, na Disneyland Park, Walt Disney Studios Park en Parc Astérix.
Het park is volledig gebaseerd op shows, waardoor het heel verschillend is ten opzichte van de meeste attractieparken, waarbij de focus vooral op mechanische attracties ligt, en shows meestal bijzaken zijn.

## Geschiedenis
De geschiedenis van Puy du Fou start in 1977 toen Philippe de Villiers, een zevenentwintigjarige student (nu een Franse politicus) en Jean Saint Bris, een jonge maker van de klank-en-lichtshows in het Loiredal beslisten om een show te creëren genaamd 'Cinéscénie'. Toen ze op 13 juni 1977 de ruïnes van een oud kasteel uit de renaissance in het plaatsje Les Epesses vonden, schreven ze snel een scenario over de gebeurtenissen van een lokale familie genaamd Maupillier tussen de 14de eeuw en de Tweede Wereldoorlog.
Philippe en Jean richtten een verbond op van 600 leden (vandaag de dag meer dan 3000) genaamd "l'Associaton du Puy du Fou" waarvan de zoon van Philippe de Villiers, Nicolas de Villiers, momenteel aan het hoofd staat. Toen de eerste voorstelling van Cinéscénie werd gespeeld op 16 juni 1978, had de show niet veel succes. Maar tegen het einde van het eerste seizoen veranderde dat snel, en met dat succes groeide de show uit tot een heus spektakel. Alexandre Lagoya componeert een soundtrack voor het eerste klank- en lichtspel. Voor het tweede seizoen (1979) wordt een subsidie van 60.000 Franse frank toegekend door het Comité voor Toerisme van de Vendée en de Commissie Culturele Zaken van de Algemene Raad.
Het themapark werd dicht bij Cinéscénie geopend in 1989 en is momenteel een van de populairste attractieparken van Frankrijk. Daarbij heeft het park ook een zeer hoge tevredenheidsgraad.
Puy du Fou verwelkomt in 1993 en 1999 het vertrek van de renners van de Ronde van Frankrijk.

## Shows
Het park is opgedeeld in een aantal shows. Er zijn acht hoofdshows, die elk ongeveer 30 minuten duren. Daarnaast zijn er nog een aantal nevenshows.

### Hoofdshows
Le Signe du Triomphe (34 minuten)Le Signe du Triomphe (Nederlands: Het Teken van de Zege) is een show in een replica van een amfitheater dat 115 meter lang en 75 meter breed is. Het creëert de Gallische sfeer tijdens de Romeinse tijd. Het speelt zich af ten tijde van keizer Diocletianus, toen er grote onrust was in het Romeinse rijk.
Les Vikings (26 minuten)Les Vikings (Nederlands: De Vikingen) speelt zich af in een gereconstrueerde 1000 jaar oude vesting die door een Vikingboot wordt aangevallen.
Le Bal des Oiseaux Fantômes (33 minuten)Le Bal des Oiseaux Fantômes (Nederlands: Het Bal van de Spookvogels) is een roofvogelshow in de ruïnes van een oud kasteel. Tientallen roofvogels stijgen op uit de ruïnes en vliegen laag over de hoofden van de bezoekers. In totaal komen er ongeveer 100 roofvogels voor in deze show.
Le Dernier Panache (34 minuten)Le Dernier Panache (Nederlands: De Laatste Panache) is een spektakel ter glorie van de opstandelingengeneraal François Athanase Charotte die tijdens de opstand in de Vendée streed tegen de revolutionairen van de Franse Revolutie. Deze show wordt indoor opgevoerd.
Mousquetaire de Richelieu (32 minuten)Mousquetaire de Richelieu (Nederlands: Musketier van Richelieu) is een indoorshow waar verschillende musketiers zwaardgevechten houden. Paarden voeren ook speciale sprongen uit.
Le Secret de la Lance (29 minuten)Le Secret de la Lance (Nederlands: Het Geheim van de Lans) vindt plaats voor de overblijfselen van een middeleeuws kasteel. Het verhaal gaat over een jonge herderin die alleen haar hoofdtoren moet verdedigen tegen Engelse ridders, met de hulp van een lans met bovennatuurlijke krachten.
Les Noces de Feu (30 minuten)Les Noces de Feu (Nederlands: De Bruiloft van Vuur) is een avondshow die zich op het water afspeelt. Het is een vurig liefdesverhaal tussen twee muzikanten.
Le Mime et L'Etoile (27 minuten)Le Mime et L'Etoile (Nederlands: De mimespeler en de ster) is een show die de opnames van een stomme film voorstelt op het einde van de Belle époque.

### Nevenshows
Le Mystère de La Pérouse (15 minuten)Le Mystère de La Pérouse (Nederlands: Het Mysterie van La Pérouse) speelt zich af in een schip van de ontdekkingsreiziger Jean-François de La Pérouse. Het verhaal neemt plaats in 1785, en start in de haven van Brest. De bezoeker wandelt zelf doorheen het schip.
Les Amoureux de Verdun (15 minuten)Les Amoureux de Verdun (Nederlands: De Geliefden van Verdun) speelt zich af op 24 december 1916, tijdens de Eerste Wereldoorlog. De liefdesbrieven van een soldaat vormen de basis van deze show. De bezoeker wandelt zelf tussen de soldaten doorheen de loopgraven.
Les Chevaliers de la Table Ronde (17 minuten)Les Chevaliers de la Table Ronde (Nederlands: De Ridders van de Ronde Tafel) speelt zich af rond een kasteel, en volgt het verhaal van de Ridders van de Ronde Tafel en koning Arthur.
La Renaissance du Château (30 minuten)La Renaissance du Château (Nederlands: De Wedergeboorte van het Kasteel) toont de geschiedenis van het oorspronkelijke kasteel Puy du Fou tijdens de renaissance. De bezoeker wandelt doorheen het kasteel en in elke kamer wacht een historisch figuur om een verhaal te vertellen.
Les Automates Musiciens (7 minuten)Les Automates Musiciens (Nederlands: De Muzikant-Automaten) is een korte show, waarbij er in een negentiende-eeuws dorpje plotseling langs alle kanten muzikanten verschijnen.
Le Grand Carillon (10 minuten)Le Grand Carillon (Nederlands: Het Grote Klokkenspel) is een show die plaatsvindt rond een achttiende-eeuwse klokkentoren, die 16 meter hoog is en 70 klokken telt. Bekende muziekstukken van doorheen de geschiedenis worden gespeeld.
Les Grandes Eaux (8 minuten)Les Grandes Eaux (Nederlands: De Grote Wateren) is een fonteinshow, vergelijkbaar met die van het kasteel van Versailles.
Le Ballet des Sapeurs (9 minuten)Les Ballet des Sapeurs (Nederlands: Het Ballet van de Brandblussers) is een show die zich afspeelt bij een brandend voertuig, in de negentiende eeuw. Het is gebaseerd op de stomme film en wordt volledig uitgevoerd door kinderen.
Le Premier Royaume (18 minuten)Le Premier Royaume (Nederlands: Het Eerste Koninkrijk) speelt zich af in de vijfde eeuw, en toont het verhaal van Clovis en de Merovingen. De bezoeker wandelt zelf doorheen deze wereld.

### Steden
- Le Bourg Berard
- Saint Philbert le Vieil
- Font-Rognou
- Chasseloup

### Andere attracties
- Le Monde Imaginaire de La Fontaine
- Le Labyrinthe des Animaux
- Le Repaire des Enfants
- Les Jets Sauteurs
- La Roseraie
- La Vallée Fleurie

## Cinéscénie
Cinéscénie is de grootse en belangrijkste show van Puy du Fou die plaatsvindt achter de ruïnes van een kasteel naast het park. Het vertelt de laatste 700 jaar van de geschiedenis van de omgeving. Er spelen duizenden acteurs en honderden paarden in mee. Alle acteurs en actrices komen uit de nabije dorpen en zijn vrijwilligers. De show wordt enkel in het hoogseizoen (juni-augustus) op vrijdagen en zaterdagen gespeeld. Om de show te bezoeken moet er op voorhand gereserveerd worden.

## Uitbreidingen & Samenwerkingen
Sinds 2016 bestaat er ook een Britse versie van de show en heeft de naam Kynren. Deze show wordt in dezelfde periode als Cinéscénie opgevoerd in Bishop Auckland. De stichting achter de Britse show is Eleven Arches en gaf Puy du Fou de opdracht voor het maken van de Britse variant waar 2000 jaar aan Engelse historie voorbij komt. 
In Toledo werd op 27 maart 2021 Puy du Fou España geopend.
In 2023 ziet het Franse bedrijf Puy du Fou het Nederlandse Meppel als mogelijke nieuwe locatie. Daarnaast verzorgt het bedrijf sinds 2011 de Raveleijn-show in de Efteling.